# Premier accord de paix en Centrafrique
 (février 2019).
Si vous disposez d'ouvrages ou d'articles de référence ou si vous connaissez des sites web de qualité traitant du thème abordé ici, merci de compléter l'article en donnant les références utiles à sa vérifiabilité et en les liant à la section « Notes et références ».
Le premier accord de paix en Centrafrique dit accord de Syrte est un accord de paix signé le 2 février 2007 à Syrte (Libye) sous l'égide du gouvernement libyen de Mouammar Kadhafi entre le gouvernement centrafricain de François Bozizé et Abdoulaye Miskine, président du Front démocratique du peuple centrafricain (FDPC), qui se présentait également comme le chef d’état-major de la coalition des mouvements impliquées dans la première guerre civile centrafricaine. Sa portée resta  très limitée car de nombreux chefs rebelles à l'instar de Michel Djotodia de l'UFDR affirmèrent par la suite ne pas concernés par cet accord, démentant tout lien avec Abdoulaye Miskine.

## Contexte
À la suite du coup d'État qui place François Bozizé à la tête de la République centrafricaine en 2003, une coalition rebelle, l'UFDR, dirigée par Michel Djotodia est formée. Le conflit ne débute véritablement qu'en 2004 mais est marqué par des combats d'une violence inouïe et un nombre de déplacés très important (de l'ordre de 10 000 personnes soit quasiment autant que lors de la guerre civile au Darfour).
De nombreuses formations politiques soutiennent l'UFDR dans sa rébellion contre le président auto-proclamé Bozizé telles que le Groupe d'action patriotique pour la libération de Centrafrique (GAPLC), le Mouvement des libérateurs centrafricains pour la justice (MLCJ) et le Front démocratique centrafricain (FDC).
Pour tenter d'enrayer le conflit, le président Bozizé signe en Libye, sous l'égide de Mouammar Kadhafi, un accord de paix à Syrte avec Abdoulaye Miskine, président du Front démocratique du peuple centrafricain (FDPC) le 2 février 2007.

## Négociations et signature
Abdoulaye Miskine avait paraphé l’accord de Syrte au nom de l’UFDR, dans l’attente que son chef, Abakar Sabone, alors emprisonné au Bénin à la demande de Bangui, ne le signe.
Michel Djotodia et Abakar Sabone, tous deux détenus à Cotonou, se virent transmettre le texte de l'accord pour examen par le pasteur Isaac Zokoué, président du Groupe des Sages, à la mi-février. Restés en prison en dépit d’une demande de cessation de poursuite délivrée par le gouvernement centrafricain, les deux chefs rebelles refusèrent de signer l'accord.
Le 26 février 2007, soit moins d'un mois après la signature d'Abdoulaye Miskine, Mouammar Kadhafi indique dans un communiqué qu'il « s'inquiète que les chefs de l'UFDR détenus à Cotonou refusent de signer l'accord de paix proposé par lui-même et approuvé par le président François Bozizé. » Les hostilités continuent. Un second accord, l'accord de Birao, est signé quelques mois plus tard, en avril 2007, en vue d'intégrer l'UFDR au gouvernement du président Bozizé.
Après 18 mois passés à la prison civile de Cotonou, les deux hommes sont relâchés après avoir accepté de participer à la signature du premier accord de Libreville qui mettra véritablement un terme à la première guerre civile centrafricaine.
Les rébellions ressurgiront quelques années plus tard en 2012 lors de la deuxième guerre civile centrafricaine.

## Contenu de l'accord
L’accord prévoyait la cessation des hostilités, le cantonnement des troupes des deux groupes dans un lieu à déterminer, puis leur intégration dans l’armée centrafricaine ou leur réinsertion dans la vie civile.